# Troglophyton
Troglophyton là một chi thực vật có hoa trong họ Cúc (Asteraceae).

## Loài
Chi Troglophyton gồm các loài: